# Tony Dees
Tony Dees (Estados Unidos, 6 de agosto de 1963) es un atleta estadounidense retirado, especializado en la prueba de 110 m vallas en la que llegó a ser subcampeón olímpico en 1992.

## Carrera deportiva
En los JJ. OO. de Barcelona 1992 ganó la medalla de plata en los 110 metros vallas, con un tiempo de 13.24 segundos, siendo superado por el canadiense Mark McKoy y por delante de su compatriota Jack Pierce (bronce).